# Provinciale weg 682
De provinciale weg 682 (N682) is een provinciale weg in de Nederlandse provincie Zeeland. De weg ligt in Zeeuws-Vlaanderen en vormt een verbinding tussen Hoek en de N252 ten westen van Terneuzen. Ter hoogte van Hoek sluit deze aan op de N61.
De weg is uitgevoerd als tweestrooks-gebiedsontsluitingsweg met buiten de bebouwde kom een maximumsnelheid van 80 km/h. Over de gehele lengte draagt de weg de naam Hoekseweg.
De provincie Zeeland is verantwoordelijk voor het beheer de N682.
N62 · N69 · N251 · N252 · N253 · N254 · N255 · N256/A256 · N257 · N258 · N260 · N261 · N262 · N263 · N264 · N266 · N267 · N268 · N269 · N270/A270 · N271 · N272 · N273 · N274 · N275 · N276 · N277 · N278 · N279 · N280 · N281 · N282 · N283 · N284 · N285 · N286 · N287 · N288 · N289 · N290 · N291 · N292 · N293 · N294 · N295 · N296 · N296n · N297 · N298 · N300 · N321 · N322 · N324 · N329 · N389 · N394 · N395 · N396 · N397

N556 · N562 · N564 · N570 · N572 · N590 · N595 · N598 · N601 · N602 · N605 · N607 · N612 · N613 · N615 · N616 · N617 · N618 · N620 · N622 · N625 · N629 · N631 · N632 · N637 · N638 · N639 · N640 · N641 · N651 · N652 · N653 · N654 · N655 · N656 · N658 · N659 · N660 · N661 · N662 · N663 · N664 · N665 · N666 · N667 · N668 · N669 · N670 · N671 · N673 · N674 · N675 · N676 · N682 · N683 · N686 · N689 · N690 · N831 · N843

Voormalige provinciale wegen: N299 · N551 · N552 · N553 · N554 · N555 · N560 · N561 · N563 · N565 · N566 · N567 · N568 · N571 · N574 · N580 · N581 · N582 · N583 · N584 · N585 · N586 · N587 · N588 · N589 · N591 · N592 · N593 · N594 · N596 · N597 · N603 · N604 · N606 · N608 · N610 · N611 · N614 · N619 · N621 · N623 · N624 · N626 · N628 · N630 · N634 · N642 · N657